# Landolfo Seniore
Landolfo Seniore, o Landolfo il Vecchio (1050 circa – 1110 circa), è stato uno scrittore e presbitero italiano.
È conosciuto soprattutto come autore di un'importante cronaca della città e diocesi di Milano. Non deve essere confuso con Landolfo Iuniore, quasi coevo e autore anch'egli di una storia di Milano, né con Landolfo Cotta, fanatico sostenitore della fazione ecclesiastica opposta a quella di Landolfo Seniore.

## Biografia
Landolfo era un rappresentante del clero minore di Milano, il cosiddetto clero decumano incaricato della cura delle chiese cittadine diverse dalle due cattedrali. Scrisse una Mediolanensis historia, che rappresenta una delle fonti principali per ricostruire le vicende di Milano nel Medioevo e in particolare nell'XI secolo. L'opera di Landolfo, per esempio, ci testimonia l'inizio e lo sviluppo del potere temporale della diocesi di Milano nell'Italia settentrionale, a partire dalla cessione all'arcivescovo Valperto (953-970) di multa oppida regalia ("molte cittadine fortificate che erano di proprietà del re", probabilmente nella zona del Lago Maggiore) da parte di Ottone I. È ancora Landolfo a riportare il resoconto dell'interrogatorio fatto da Ariberto d'Intimiano a un tale Gerardo, capo del gruppo ereticale di Monforte, durante la sua visita in Piemonte nel 1028.
Difensore delle tradizioni milanesi, Landolfo era decisamente contrario alle imposizioni che giungevano da Roma al tempo della cosiddetta riforma gregoriana, soprattutto in tema di celibato dei preti. Quella che fino ad allora era una prassi a Milano, dove normalmente i preti e gli altri chierici avevano una moglie, veniva ora bollata come concubinato o eresia nicolaita. In particolare, Landolfo si opponeva ai patarini, considerandoli alla stregua di fanatici, utili a Roma per imporre le proprie direttive.
Nel descrivere i contrasti tra i nobili e i cives milanesi, contrasti che avrebbero portato alla nascita del comune, Landolfo si schierò decisamente dalla parte dei cives (notai, mercanti, proprietari terrieri non nobili), poiché riteneva che gli aristocratici interferissero troppo nella vita ecclesiastica, causando la rovina della Chiesa ambrosiana.